# Málkovice (Bor)
Málkovice (deutsch Malkowitz) ist ein Ortsteil von Bor in  Tschechien. Er  liegt fünfeinhalb Kilometer nordöstlich von Bor im Okres Tachov.

## Geschichte
Malkowitz wurde 1115 im Zuge der Schenkung von Mallowitz und weiteren Dörfer an das Kloster Kladrau erstmals urkundlich erwähnt. Malkowitz gehörte zu den zwölf "alterbauten" Dörfern, die von der Schenkung ausgenommen waren. Im Jahre 1186 erwarb das Kloster Malkowitz durch Tausch gegen drei andere Dörfer. Eine weitere Erwähnung findet sich in einer Kladrauer Urkunde von 1239. 
Im Jahre 1548 gehörte Malkowitz Adam von Schwanen, 1558 scheint das Dorf verödet zu sein. Vor dem Dreißigjährigen Krieg war hier die Freisassin Sybilla Weiss begütert. In der berní rula von 1654 wurde Malkowitz noch unter den Gütern der Herrschaft Kladrau aufgeführt, jedoch war zu diesem Zeitpunkt nur noch der Bauer Adam Husak nach Kladrau untertänig. 1713 wurde Malkowitz der Herrschaft Haid zugeschlagen. Die Fürsten zu Löwenstein-Wertheim-Rochefort auf Haid besaßen den Meierhof in Malkowitz einschließlich des Dorfweihers, zwei Deputathäusern, einer Schafhütte und 500 ha Grund seit 1720, die Revierstelle für die zugehörigen 800 ha Wald war in Mallowitz.
1788 bestand Malkowitz aus 17 Anwesen. Im Jahre 1838 standen in Malkowitz 18 Häuser, das benachbarte Mallowitz war inzwischen auf 33 Häuser angewachsen. Das zuständige Pfarramt befand sich in Hollezrieb (Holostřevy). 
Ab 1850 bildete Malkowitz/Malkovice mit dem Ortsteil Mallowitz eine Gemeinde im Gerichtsbezirk Pfraumberg. Seit 1868 gehörte Malkowitz zum Bezirk Tachau. Die Kinder wurden zunächst nach Hollezrieb unterrichtet, bis eine Schule im nähergelegenen Juratin gebaut worden war. 
1924 wurde in Malkowitz auf dem Grund der Familie Wenda eine Kapelle gebaut, sie ist von der Hauptstraße aus zu erkennen. Grund hierfür war die gesunde Heimkehr von Josef Wenda aus dem Ersten Weltkrieg. Der tschechische Ortsname wurde 1924 in Málkovice geändert. Im Jahre 1930 lebten in der Gemeinde Malkowitz einschließlich des Ortsteils Mallowitz 252 Personen. Nach dem Münchner Abkommen wurde Malkowitz 1938 dem Deutschen Reich zugeschlagen und gehörte bis 1945 zum Landkreis Tachau.
1938 lebten in den 17 Häusern des Dorfes Malkowitz 93 Personen, die sämtlich zur deutschen Volksgruppe gehörten und katholischer Konfession waren. Im Jahre 1939 hatte die Gemeinde 202 Einwohner.
Nach dem Münchner Abkommen wurde der Ort dem Deutschen Reich zugeschlagen und gehörte bis 1945 zum Landkreis Tachau.
Im Herbst 1946 wurden die meisten der deutschen Bewohner vertrieben. 
1953 wurde der Hof Málkovice zur Kolchose. 1961 erfolgte die Eingemeindung nach Kurojedy, seit Beginn des Jahres 1980 ist Málkovice ein Ortsteil von Bor. 
1991 hatte der Ort 18 Einwohner. Im Jahre 2001 bestand das Dorf aus acht Wohnhäusern, in denen wiederum 18 Personen lebten.

## Ortsgliederung
Der Katastralbezirk Málkovice umfasst die Ortschaften Malovice und Málkovice.